# Alfredo Ricardo Pérez
Alfredo Ricardo Pérez (10 de abril de 1929 - 23 de agosto de 1994) fue un defensor central muy reconocido en su época por su habilidad para salir jugando con pelota al piso y no cometer faltas. Llegó a River Plate en 1951 procedente de Rosario Central, y se mantuvo en el equipo de la banda hasta 1960. Con River Plate jugó 10 campeonatos de primera división, ganó 5 de ellos y disputó 196 partidos sin marcar goles.

## Clubes
| Club            | País      | Año         |
| --------------- | --------- | ----------- |
| Rosario Central | Argentina | 1949 - 1950 |
| River Plate     | Argentina | 1951 - 1960 |

## Estadísticas
Datos actualizados al fin de la carrera deportiva.
| Rosario Central Argentina |               |               |     |   |   |   |   |     |     |   |
| 1.ª | 1949          | 10            | 0   | - | - | - | - | 10  | 0   |   |
| 1.ª | 1950          | 32            | 1   | - | - | - | - | 5   | 0   |   |
| Total club | Total club    | 42            | 1   | 0 | 0 | 0 | 0 | 42  | 1   |   |
| River Plate Argentina |               |               |     |   |   |   |   |     |     |   |
| 1.ª | 1951          | 20            | 0   | - | - | - | - | 2   | 0   |   |
| 1.ª | 1952          | 19            | 0   | - | - | - | - | 3   | 0   |   |
| 1.ª | 1953          | 30            | 0   | - | - | - | - | 30  | 0   |   |
| 1.ª | 1954          | 25            | 0   | 1 | 0 | - | - | 26  | 0   |   |
| 1.ª | 1955          | 6             | 0   | - | - | - | - | 27  | 2   |   |
| 1.ª | 1956          | 24            | 0   | - | - | - | - | 23  | 3   |   |
| 1.ª | 1957          | 30            | 0   | - | - | 1 | 0 | 31  | 0   |   |
| 1.ª | 1958          | 24            | 0   | 1 | 0 | - | - | 25  | 0   |   |
| 1.ª | 1959          | 24            | 0   | - | - | - | - | 24  | 0   |   |
| 1.ª | 1960          | 4             | 0   | - | - | - | - | 4   | 0   |   |
| Total club | Total club    | 196           | 0   | 2 | 0 | 1 | 0 | 199 | 0   |   |
| Total carrera | Total carrera | Total carrera | 238 | 0 | 2 | 0 | 1 | 0   | 241 | 0 |
| (1) Incluye datos de la Copa Ibarguren, Copa Suecia. (2) Incluye datos de la Copa Aldao. (3) No incluye goles en partidos amistosos. |               |               |     |   |   |   |   |     |     |   |

## Palmarés

### Campeonatos nacionales
| Título           | Equipo      | País      | Año  |
| ---------------- | ----------- | --------- | ---- |
| Primera División | River Plate | Argentina | 1952 |
| Copa Ibarguren   | River Plate | Argentina | 1952 |
| Primera División | River Plate | Argentina | 1953 |
| Primera División | River Plate | Argentina | 1955 |
| Primera División | River Plate | Argentina | 1956 |
| Primera División | River Plate | Argentina | 1957 |

- Datos: Q974701
- Multimedia: Alfredo Ricardo Pérez / Q974701